# 2. československá fotbalová liga 1966/1967
V soubojích 35. ročníku druhé nejvyšší fotbalové soutěže – 2. československé fotbalové ligy 1966/67 – se utkalo 28 mužstev ve dvou skupinách po 14 účastnících každý s každým dvoukolovým systémem podzim–jaro. Tento ročník začal v pátek 12. srpna 1966 a skončil v neděli 25. června 1967.

## Skupina A
| Poř. | Tým                         | Z  | V  | R | P  | VG | OG | B  |
| ---- | --------------------------- | -- | -- | - | -- | -- | -- | -- |
| 1.   | TJ Škoda Plzeň              | 26 | 18 | 3 | 5  | 52 | 21 | 39 |
| 2.   | TJ Viktoria Žižkov          | 26 | 13 | 8 | 5  | 43 | 28 | 34 |
| 3.   | TJ SONP Kladno              | 26 | 15 | 3 | 8  | 49 | 34 | 33 |
| 4.   | TJ VCHZ Pardubice           | 26 | 10 | 9 | 7  | 48 | 27 | 29 |
| 5.   | TJ LIAZ Jablonec nad Nisou  | 26 | 10 | 8 | 8  | 31 | 28 | 28 |
| 6.   | TJ Spartak Vlašim (N)       | 26 | 10 | 7 | 9  | 39 | 39 | 27 |
| 7.   | TJ Baník Most               | 26 | 11 | 3 | 12 | 36 | 27 | 25 |
| 8.   | TJ Spartak Čelákovice       | 26 | 8  | 9 | 9  | 33 | 36 | 25 |
| 9.   | TJ Sparta ČKD Praha „B“ (N) | 26 | 10 | 5 | 11 | 36 | 42 | 25 |
| 10.  | TJ Dukla Hraničář Cheb (N)  | 26 | 9  | 6 | 11 | 29 | 36 | 24 |
| 11.  | AS Dukla Praha „B“          | 26 | 8  | 7 | 11 | 45 | 43 | 23 |
| 12.  | VTJ Dukla Tábor             | 26 | 7  | 7 | 12 | 40 | 51 | 21 |
| 13.  | TJ Lokomotiva Radotín       | 26 | 6  | 4 | 16 | 26 | 72 | 16 |
| 14.  | VTJ Dukla Tachov            | 26 | 5  | 5 | 16 | 31 | 54 | 15 |

Poznámky:
- Z = Odehrané zápasy; V = Vítězství; R = Remízy; P = Prohry; VG = Vstřelené góly; OG = Obdržené góly; B = Body; (N) = Nováček (postoupivší z nižší soutěže); (S) = Sestoupivší z vyšší soutěže

|  | Postup do I. čs. fotbalové ligy 1967/68 |
|  | Sestup do Divize A 1967/1968            |
|  | Sestup do Divize C 1967/1968            |

## Skupina B
| Poř. | Tým                                | Z  | V  | R  | P  | VG | OG | B  |
| ---- | ---------------------------------- | -- | -- | -- | -- | -- | -- | -- |
| 1.   | TJ Baník Ostrava (S)               | 26 | 16 | 5  | 5  | 53 | 17 | 37 |
| 2.   | TJ VŽKG Vítkovice                  | 26 | 13 | 10 | 3  | 45 | 26 | 36 |
| 3.   | TJ ZVL Považská Bystrica           | 26 | 12 | 4  | 10 | 36 | 28 | 28 |
| 4.   | TJ Tatran Prešov (S)               | 26 | 10 | 8  | 8  | 27 | 23 | 28 |
| 5.   | TJ Zemplín Michalovce              | 26 | 11 | 4  | 11 | 44 | 45 | 26 |
| 6.   | TJ Lokomotíva Spišská Nová Ves (N) | 26 | 11 | 4  | 11 | 35 | 37 | 26 |
| 7.   | TJ TŽ Třinec                       | 26 | 11 | 4  | 11 | 29 | 35 | 26 |
| 8.   | TJ Partizán Bardejov               | 26 | 9  | 7  | 10 | 32 | 32 | 25 |
| 9.   | TJ Gottwaldov                      | 26 | 10 | 5  | 11 | 40 | 45 | 25 |
| 10.  | TJ Baník Prievidza (N)             | 26 | 9  | 6  | 11 | 40 | 42 | 24 |
| 11.  | TJ AC Nitra                        | 26 | 9  | 6  | 11 | 28 | 30 | 24 |
| 12.  | TJ Slavoj Trebišov                 | 26 | 10 | 4  | 12 | 25 | 36 | 24 |
| 13.  | TJ Nové Zámky                      | 26 | 6  | 8  | 12 | 30 | 41 | 20 |
| 14.  | TJ Spartak Vsetín (N)              | 26 | 5  | 5  | 16 | 22 | 49 | 15 |

Poznámky:
- Z = Odehrané zápasy; V = Vítězství; R = Remízy; P = Prohry; VG = Vstřelené góly; OG = Obdržené góly; B = Body; (N) = Nováček (postoupivší z nižší soutěže); (S) = Sestoupivší z vyšší soutěže

|  | Postup do I. čs. fotbalové ligy 1967/68 |
|  | Sestup do Divize D 1967/1968            |
|  | Sestup do Divize E 1967/68              |
|  | Sestup do Divize F 1967/68              |